# Protectoría de indios
La Protectoría de los Indios era un ufficio amministrativo delle colonie spagnole, che era responsabile del benessere delle popolazioni autoctone, incluso parlare per loro conto nei tribunali e riferire al re di Spagna. Il re di Spagna durante il periodo del protettorato degli indiani era il re Carlo V. Il re di Spagna durante questo periodo ottenne le informazioni sui trattamenti attraverso Bartolomé de las Casas: quest'ultimo è stato uno dei primi europei a mettere piede nel nuovo emisfero e in seguito ha dedicato la sua vita al desiderio di porre fine al duro trattamento degli indigeni americani.

## Origini
Si ritiene che i primi passi verso l'attuazione delle politiche di protezione delle popolazioni indigene siano iniziati nel 1516, quando diversi frati geronimiti furono inviati nei possedimenti spagnoli nei Caraibi per valutare le conseguenze che la colonizzazione stava avendo sul declino demografico della popolazione autoctona che iniziò quando gli indiani furono costretti alla schiavitù. Gli indiani affrontarono altri effetti come la conversione forzata. La relazione fatta da Bartolomé de las Casas al cardinale Cisneros è probabilmente il primo tentativo documentato di quegli sforzi, quando i vescovi si sono assunti il compito di esercitare azioni protettive sulla popolazione nativa.
Cisneros concesse il titolo di Protettore de Indios a Bartolomé de las Casas, e gli furono date istruzioni di servire come consigliere per le questioni riguardanti la popolazione indigena. Anche Bartolomé de las Casas è stato invitato a parlare a loro nome durante i procedimenti legali, riferendo alla Spagna. Per oltre cinquant'anni, mentre viaggiava da e per il Nuovo Mondo e la corte di Spagna, Bartolomé de las Casas usò i suoi libri, lettere e prediche per rivelare l'asprezza delle conquiste. Altri importanti protettori furono Juan de Zumárraga (nominato nel 1527) e Hernando de Luque (nominato nel 1529).

## Legislazione
Zumárraga propose nel 1529 di nominare un gruppo fidato di funzionari laici di diversi ordini religiosi da eleggere come tali protettori e intervenire nei casi civili e penali indiani. Tuttavia, la Corona non avrebbe ceduto al clero regolare la piena sovranità sulla popolazione indigena e nel 1530 decretò che tutte le questioni riguardanti gli indigeni dovessero essere gestite da funzionari governativi eletti dall'Audiencia locale.
La mancanza di una legislazione e di un riconoscimento ufficiale ha prodotto molte difficoltà nel tentativo di definire i ruoli del protettore degli indiani, che erano per lo più esercitati dai vescovi durante il primo periodo. Fu solo con la pubblicazione delle Nuove Leggi nel 1542 che vi fu un divieto ufficiale della riduzione in schiavitù degli indigeni con disposizioni aggiuntive per la graduale abolizione del sistema dell'encomienda.
Le prime disposizioni che si rivolgono direttamente al Protettore de Indios in quanto tale sono note dapprima nel Cedulario Indiano compilato da Encina Diego nel 1596, e successivamente nella Raccolta delle leggi delle Indie, Volume II, Libro VI, Titolo V.[citazione necessarie] Altre disposizioni connesse all'interno delle Leggi si riferiscono al trattamento dei sudditi indiani, alla loro evangelizzazione e alla buona cura della loro vita, con specifiche istruzioni di non opprimerli in alcun modo e di considerarli vassalli della Corona. Richiedeva inoltre al procuratore dell'Audiencia locale di vigilare sul trattamento riservato agli indigeni dai rappresentanti coloniali con l'obbligo di punire ogni violazione della legge e di notificare al Consiglio delle Indie.
Il 9 aprile 1591 la Corona emanò un Regio Decreto e una lettera a Luis de Velasco, viceré della Nuova Spagna, che stabilirono le basi legali per la creazione di una specifica agenzia dedicata alla difesa degli indigeni nelle colonie. L'ufficio doveva essere diretto da un procuratore generale e da un consulente per le procedure legali che coinvolgevano i nativi.

## Abrogazione
In seguito all'abrogazione della Costituzione spagnola del 1812 la Protectoría de indios fu smantellata e, sebbene temporaneamente restaurata in seguito al Triennio liberale spagnolo, scomparve completamente dalle colonie americane dopo la loro indipendenza, lasciando la popolazione indigena soggetta a uno status giuridico completamente diverso.